# Храст-при-Виниці
Храст-при-Виниці (словен. Hrast pri Vinici) — поселення в общині Чрномель, Південно-Східна Словенія, Словенія. Висота над рівнем моря: 221,9 м.